# Chrysocale plebeja
Chrysocale plebeja là một loài bướm đêm thuộc phân họ Arctiinae, họ Erebidae.